# Ольстерские добровольческие силы
Ольстерские добровольческие силы (англ. Ulster Volunteer Force, сокращённо UVF) — ольстерская протестантская вооружённая группировка («группа самообороны»), образованная в 1966 году для борьбы с ИРА и сохранения Северной Ирландии в составе Великобритании. Наименование получила в честь отряда Ольстерских добровольцев начала XX века. Первым руководителем Ольстерских сил был Гасти Спенс, служивший в британской армии. Вооружённую борьбу Ольстерские силы вели на протяжении почти 30 лет: в 1994 году они объявили о прекращении огня, а в 2007 году начали процесс демилитаризации. 29 июня 2009 года Ольстерские добровольческие силы заявили о прекращении своей борьбы, хотя при этом некоторые из «ольстерских добровольцев» продолжили устраивать акты вандализма и насилия.
Группировка считала сторонников ирландского республиканского движения своими заклятыми врагами. За годы борьбы группировке вменяется в вину не менее 500 убийств: из числа жертв более двух третей составляли гражданские лица католического вероисповедания. Одним из их самых крупных по числу жертв терактов стал взрыв в баре «Макгёрк» в 1971 году, в результате которого погибли 15 человек (долгое время полиция считала, что взрыв совершили боевики ИРА, перепутав бар). С 1969 года ольстерцы стали проводить теракты и на территории Республики Ирландия: так, в 1974 году они провели серию взрывов на улицах Дублина и Монахана (тогда погибло 33 человека).
Боевики ИРА всегда предварительно оповещали полицию о заложенной ими же бомбе и призывали вывести гражданских, как предписывал их негласный устав. Ольстерцы же никогда не оповещали о бомбах и избирали своими жертвами гражданских: особенно печально известными стали Белфастская и Центрально-Ольстерская бригады. Последней вменяется в вину расстрел шоубэнда «Майами» в 1975 году, когда три участника ирландской кабаре-группы были убиты ольстерскими боевиками, переодетыми в форму британской армии (тогда же два ольстерца были убиты по неосторожности своими же соратниками). Последним крупным терактом стала резня в Луфинисленде в 1994 году, когда были убиты шестеро католиков в баре. Упоминания о группировке попадали в прессу в связи с обнаружениями складов с оружием (в том числе в Белфасте).
Группировка запрещена как террористическая в Великобритании, Ирландии и США (включена в список террористов Госдепом США в 2005 году). Обращения группы подписывались от имени никогда не существовавшего «капитана Уильяма Джонстона».

## Цели и стратегия
Основной целью Ольстерских добровольческих сил являлась борьба против ирландского республиканизма (интересы которого защищала Ирландская Республиканская Армия) и сохранение Северной Ирландии в составе Великобритании. Подавляющее большинство жертв ольстерцев составляли католики, которых часто убивали не согласно плану операции, а по личной инициативе боевиков. Ольстерцы никогда не выражали раскаяние и соболезнование по поводу убитых мирных граждан, а напротив, обвиняли их в поддержке или симпатиях к ИРА, к тому же расстрел мирных граждан расценивался как законная месть за акции ирландских националистов, который мог ослабить поддержку ИРА или вовсе деморализовать её. Считалось, что антикатолический террор является единственным способом заставить ИРА капитулировать.
Как и Ассоциация обороны Ольстера, Ольстерские добровольческие силы для достижения своей цели организовывали убийства отдельных личностей, массовые расстрелы и бойни, взрывы бомб и похищения людей. На вооружении ольстерцев были пистолеты-пулемёты, автоматы, пистолеты, гранаты (как заводские, так и самодельные), коктейли Молотова, растяжки и автомобильные бомбы. С начала 1970-х годов «визитной карточкой» Ольстерских добровольцев стали взрывы в барах без какого-либо предупреждения. Членов Ольстерских добровольческих сил обучали собирать бомбы и самодельные взрывные устройства. К концу лета — началу осени 1973 года на счету ольстерских лоялистов насчитывалось больше взрывов, чем на счету Ассоциации обороны Ольстера и Ирландской республиканской армии вместе взятых, а за весь год их было совершено более 200. Но с 1977 года ольстерцы перестали использовать бомбы, поскольку у них заканчивались взрывчатые вещества, а квалифицированных взрывотехников становилось меньше и меньше. Ольстерцы сменили тактику и не организовывали взрывы до начала 1990-х годов, пока в их руки не попало взрывчатое вещество Powergel.
Некоторые называют движение Ольстерских добровольческих сил одним из фашистских движений в Великобритании.

## История

### 1960-е

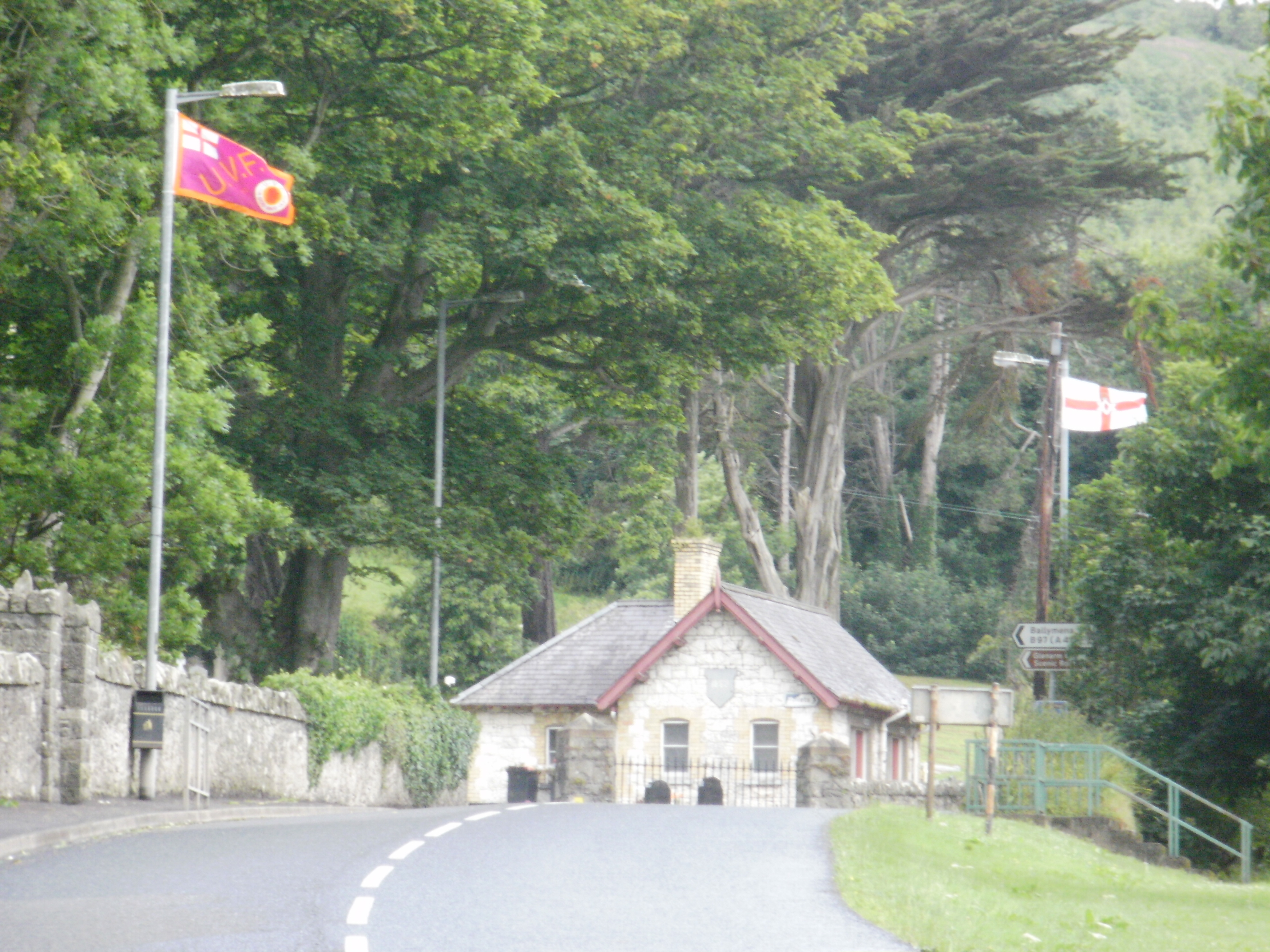
Флаг Ольстерских добровольческих сил в Гленарме, графство Антрим

С 1964 года обороты стало набирать движение за гражданские права жителей Северной Ирландии: те хотели немедленно прекратить дискриминацию католиков и добиться ухода протестантского правительства Северной Ирландии в отставку. В марте-апреле 1966 года ирландские республиканцы организовали серию парадов по всей Ирландии по случаю 50-летия Пасхального восстания. 8 марта группа бывших членов ИРА заложила бомбу и взорвала колонну Нельсона в Дублине. В то время ИРА не была вовлечена в вооружённую кампанию и вообще была слабой, однако лоялисты и юнионисты заверяли, что ирландцы готовят очередную провокацию и в перспективе — возобновление вооружённой борьбы. В апреле лоялисты во главе с Яном Пейсли, протестантским священником-фундаменталистом, основали Конституционный комитет по обороне Ольстера, а позднее у него появилось вооружённое крыло под названием «Ольстерские протестантские добровольцы». Сторонники Пейсли стремились подавить движение за гражданские права и отстранить премьер-министра Северной Ирландии Теренса О'Нила, барона О'Нила Мэнского за его чрезмерную толерантность к католикам и поддержку дружественных отношений с Ирландией.
7 мая лоялисты бросили коктейль Молотова в католический бар в лоялистском квартале Шенкилл в Белфасте. В результате пожара ожоги получила пожилая вдова-протестантка, которая скончалась 27 июня от последствий. Ответственность взяли на себя «Ольстерские добровольческие силы», ведомые Гасти Спенсом, бывшим британским солдатом. Спенс утверждал, что в 1965 году к нему пришли два человека, один из которых был депутатом Палаты общин от Ольстерской юнионистской партии, и предложили возродить движение Ольстерских добровольцев; также Спенс признался, что он устроил поджог бара в Шенкилле. 21 мая группа сделала заявление:

С этого дня мы объявляем войну Ирландской Республиканской Армии и отколовшимся от неё группировкам. Известные члены ИРА будут казнены без пощады и колебаний. Менее радикальные меры будут предприняты против тех, кто укрывает их или помогает им, но если те продолжат оказывать им помощь, то мы применим более суровые меры… Мы настоятельно рекомендуем известным деятелям воздержаться от речей касаемо умиротворения. Мы — вооружённые до зубов протестанты, преданные этому делу.
Оригинальный текст (англ.)From this day, we declare war against the Irish Republican Army and its splinter groups. Known IRA men will be executed mercilessly and without hesitation. Less extreme measures will be taken against anyone sheltering or helping them, but if they persist in giving them aid, then more extreme methods will be adopted... we solemnly warn the authorities to make no more speeches of appeasement. We are heavily armed Protestants dedicated to this cause.

27 мая 1966 года Спенс отправил четверых ольстерских боевиков с целью уничтожить добровольца ИРА Лео Мартина из Белфаста. Найти его не удалось, и бандиты направились на Фоллз-Роуд в поисках католиков. Джон Скаллион, шедший домой, был ранен в результате беспорядочной стрельбы и от последствий ранений скончался 11 июня. Спенс позднее утверждал, что если не удавалось найти боевика ИРА, ольстерцы обязаны были застрелить хотя бы гражданского, чтобы рейд не оканчивался безрезультатно. 26 июня группа ольстерских боевиков расстреляла ещё одного католика и ранила двоих на выходе из паба на Малверн-Стрит в Белфасте, а через два дня, 28 июня Исполнительный комитет Верховного Совета Северной Ирландии объявил Ольстерские добровольческие силы вне закона. Спенс был вскоре арестован и за свою террористическую деятельность приговорён к пожизненному лишению свободы с правом на помилование через 20 лет. Новым командиром Ольстерских добровольческих сил стал Сэмюэль Макклелланд.
К 1969 году католическое движение за гражданские права перешло уже к массовым протестам, и О’Нил вынужден был пойти на уступки. В марте-апреле проольстерские группировки организовали несколько взрывов на водокачках и электростанциях, свалив вину в произошедшем на ИРА и протестующих католиков. По причине взрывов без электричества и водоснабжения осталась огромная часть Белфаста. Это был лишь маленький кусочек мозаики: лоялисты пытались искусственно вызвать кризис, который подорвал бы доверие к О’Нилу и вынудил бы его уйти в отставку. Один взрыв прогремел 30 марта, ещё четыре в апреле (4, 20, 24 и 26 апреля). Вину во всех случаях традиционно возложили на ИРА, и британские войска встали на охрану электростанций. В итоге 28 апреля О’Нил ушёл в отставку.
Назревающий конфликт католиков и протестантов предотвратить не удалось: 12 августа 1969 года в Дерри начались беспорядки, вошедшие в историю как «схватка за Богсайд». В течение трёх дней ирландские националисты дрались с полицией, а после событий в Дерри беспорядки охватили уже всю Северную Ирландию. Лоялисты не замедлили с ответом и начали насилие в католических кварталах: как минимум 8 человек были застрелены, сотни получили ранения. Сгорело большинство домов, в которых проживали католики. Великобритании пришлось ввести войска на улицы городов Северной Ирландии, а в Ирландии на границе армия развернула лазареты. Тысячи семей бежали из Великобритании и вынуждены были ночевать в палаточных городках. 12 октября в Шенкилле произошла ещё одна перестрелка, которая завершилась гибелью офицера Королевской полиции Ольстера Виктора Орбакла: он стал первым полицейским, погибшим в конфликте.
Ольстерская группировка тем временем перешла к действиям и на территории Республики Ирландии: уже 5 августа 1969 года в Дублине в здании телецентра RTÉ прогремел взрыв. В октябре того же года в Бэллишенноне на электростанции в результате преждевременного срабатывания бомбы погиб боевик Томас Макдауэлл: подобную дерзость Ольстерские добровольческие силы обосновали тем, что армия Ирландии стягивала свои силы к границе с британским графством Донегол. Атаки не прекращались до конца года, и в декабре месяце в Дублине между телефонной станцией и центральным детективным бюро ирландской полиции «Garda Síochána» взлетел на воздух автомобиль.

### Первая половина 1970-х
С января 1970 года группировка Ольстерских добровольцев стала нападать на частные предприятия ирландцев-католиков в протестантских кварталах Белфаста с целью перекрыть финансирование республиканцев: они взрывали там бомбы или поджигали сами здания. Всего в 1970 году было совершено 42 таких нападения. Ольстерцы нападали даже на церкви. В конце концов, в феврале Ольстерских добровольцев стали осуждать даже самые ярые лоялисты: взрывы прогремели в домах депутатов парламента Остина Кёрри, Шилы Мурнахан, Ричарда Фергюсона и Энн Диксон. В Ирландии же диверсии лоялистов не прекращались: взрывы происходили то на железной дороге Дублин-Белфаст, то на электростанциях; атаке подвергались радиомачта и памятники ирландским национальным героям.
В декабре 1969 года в рядах ИРА произошёл раскол: образовались «временное» и «официальное» крылья. И именно Временная ИРА с 1971 года осуществляла почти все акции ирландских националистов, направленные против радикальных ольстерских лоялистов и британских солдат. Первый британский солдат был убит силами «временного» крыла в феврале 1971 года, тогда же начались взрывы бомб в барах, организуемые то ирландцами, то ольстерцами. 4 декабря 1971 года был совершён крупнейший по числу жертв теракт за год: взрыв в баре «Макгёрк» в Белфасте унёс жизни 15 человек (также были ранены 17 человек) и стал крупнейшим на тот момент за всё время конфликта. Однако причастность лоялистов ко взрыву удалось доказать не сразу.
1972 год стал самым кровопролитным за время конфликта в Северной Ирландии: после образования Ассоциации обороны Ольстера Ольстерские добровольцы стали вербовать её членов и отправлять их на боевые задания. Расстрелы католиков, взрывы автомобилей и теракты в пабах не прекращались. 23 октября 1972 года ольстерские боевики напали на склад оружия Ольстерского оборонного полка и украли оттуда огромный запас оружия и боеприпасов к нему, включая самозарядные винтовки, пистолеты Browning и пистолеты-пулемёты Sterling. Также было вывезено 20 тонн взрывчатки из доков Белфаста.
В декабре 1972 и январе 1973 года Ирландию потрясла серия взрывов в Дублине, когда на воздух взлетели три автомобиля в Дублине и ещё один в Белтурбете (погибло 5 человек). С 15 по 28 мая 1974 года длилась двухнедельная забастовка Рабочего совета Ольстера, организованная в знак протеста против Саннингдейлского соглашения, которое расширяло полномочия республиканцев в Северной Ирландии. Во время протестов юнионисты перегораживали дороги, отговаривали рабочих от выхода на рабочие места и закрывали все мелкие магазины. Пока шла забастовка, Ольстерские добровольцы стали готовить ещё одну атаку, которая была осуществлена 17 мая: боевики из Центрально-ольстерской бригады и двух белфастских группировок взорвали четыре автомобиля в Дублине и Монахане. Погибли 33 человека, около 300 были ранены; этот теракт стал крупнейшим за всю историю конфликта. Есть некоторые свидетельства того, что британские спецслужбы готовили ольстерских боевиков к теракту, а парламент Ирландии назвал взрывы актом международного терроризма и обвинил Великобританию в трагедии (правительство Великобритании и лоялисты отрицали все обвинения).
Центрально-ольстерская бригада была основана в 1972 году в Лургане сержантом Ольстерского оборонного полка Билли Ханной, который вошёл сразу в штаб бригады и командовал ею вплоть до своей гибели в июле 1975 года. До начала 1990-х бригадой командовал Робин «Шакал» Джексон, передавший позднее командование Билли Райту. Сведения о деятельности Ханны и Джексона удалось получить благодаря интервью, которое они давали журналисту Джо Тайрнану, и допросам, проведённым специальной патрульной группой Королевской полиции Ольстера под руководством офицера Джона Уэйра. Ханна и Джексон командовали группой исполнителей терактов. Выяснилось, что Джексон убил Ханну в Лургане около его же собственного дома и взял на себя командование бригадой.
В состав бригады вошли члены Гленаннской банды лоялистов. Согласно заявлениям Ольстерских добровольческих сил, в личном составе банды были бывшие военнослужащие Ольстерского оборонного полка, полицейские из Королевской полиции Ольстера и специальной патрульной группы Ольстера, а также бывшие военнослужащие британской армии, подчинявшиеся непосредственно руководству британской военной разведки или специальному отделению Королевской полиции. Банда подозревалась в организации 87 убийств, совершённых в 1970-е годы.

### Вторая половина 1970-х
В 1974 году в Ольстерских добровольческих силах произошёл переворот: к власти пришли сторонники ещё более жёстких мер, поднявшие очередную волну межрелигиозного насилия и окончательно рассорившиеся с Ассоциацией обороны Ольстера. Среди новых людей в штабе бригады появились лица, фигурировавшие под такими кличками, как «Большой Пёс» (англ. Big Dog) и «Размазня» (англ. Smudger) — последним, предположительно, был некий Алан Смит (англ. Alan Smith), погибший в 1994 году после нападения отряда боевиков ИРА. С 1975 года вербовка новых добровольцев, которая раньше велась исключительно путём приглашения, была поручена отдельным малым подразделениям.
Центрально-ольстерская бригада за это время отметилась ещё несколькими нападениями: 31 июля 1975 года трое музыкантов из шоубэнда «Майами» были зверски убиты ольстерскими лоялистами около города Ньюри в графстве Даун. Боевики, переодетые в британских солдат, воздвигли импровизированный блокпост и под предлогом проверки документов остановили автобус с музыкантами, после чего попытались его взорвать, а после неудачной попытки расстреляли троих человек. Двое музыкантов выжили и позднее сумели помочь следствию в поиске нападавших. В результате нападения два боевика — Гаррис Бойл и Уэсли Сомервилль — погибли от преждевременного срабатывания своего же взрывного устройства. Исполнители преступления Джеймс Макдауэлл и Томас Крозье служили в Ольстерском оборонном полку.
Также до середины 1977 года Северную Ирландию сотрясали убийства католиков, к которым была причастна банда «Шенкиллских мясников» — её членами были Ольстерские добровольцы. Известно, что шестеро жертв банды были похищены, избиты и подвергнуты пыткам, а всем похищенным потом перерезали глотки. Всех погибших хоронили в закрытых гробах, поскольку тела были невероятно сильно изуродованы: некоторых из убитых родственники вообще не могли опознать. Главой банды был Ленни Мёрфи, который попал в тюрьму Мэйз, освободился оттуда и в ноябре 1982 года был убит силами ИРА.
Запрет на деятельность группировки неожиданно был отменён государственным секретарём по Северной Ирландии Мерлином Рисом 4 апреля 1974 года с целью вовлечь Ольстерских добровольцев в демократический процесс. В июне 1974 года была образована Добровольческая политическая партия, председателем которой стал Кен Гибсон. Партия участвовала в парламентских выборах, выставив одного кандидата в лице Гибсона и набрав в Западном Белфасте 6 % голосов (2690). После выборов, однако, ольстерцы вернулись к излюбленной тактике насильственного подавления республиканского движения и продолжили убивать неугодных им.
Разведчик британской армии Колин Уоллес в мемуарах в 1975 году писал, что MI6 и ольстерская полиция создали «липовую» бандитскую группировку, переодев своих агентов в форму ольстерцев и специально начав тем самым их направлять по заранее выверенному маршруту. Однако скрыть этот факт полностью не удалось: капитан Роберт Нэйрак из 14-й разведывательной роты был обвинён в совершении преступлений, приписываемых ольстерцам. Наконец, 3 октября 1975 года Ольстерские добровольцы были снова объявлены террористической группировкой, а спустя два дня были арестованы 26 членов этой организации. В марте 1977 года все они были осуждены на длительные сроки заключения (в среднем каждый получил 25 лет тюрьмы).
В октябре 1975 года в бригаде грянул ещё один переворот, и к власти пришёл некий Томми Уэст. Первым делом он отстранил от командования нескольких офицеров, участвовавших в мародёрствах незадолго до переворота: 2 октября жертвами серии нападений стали 7 гражданских. Как выяснилось, офицеры были недовольны новым руководством бригады, и мародёрство стало поводом для их изгнания. Новое командование решило сделать акцент на уничтожении лидеров республиканцев, а не всего католического населения. Подобную идею поддержал и Гасти Спенс, который в очередном заявлении призвал ольстерцев признать новое руководство. Но активность группировки значительно снизилась после того, как многие её члены попали в тюрьму: если с 1973 по 1976 годы в среднем от рук ольстерцев погибали до 300 человек, то с 1977 по 1981 годы эта цифра была в три раза ниже. В 1976 году Уэст уступил место командира некоему «Мистеру F», под псевдонимом которого, вероятнее всего, скрывался Джон Грэм по прозвищу «Бантер». Уэст умер в 1980 году.
17 февраля 1979 года первый и единственный раз ольстерцы совершили теракт в Шотландии: в двух католических пабах Глазго прогремели взрывы. Оба здания были разрушены до основания, очень много людей было ранено. В июне того же года были арестованы девять членов группировки, которых подозревали в совершении теракта.

### Первая половина 1980-х

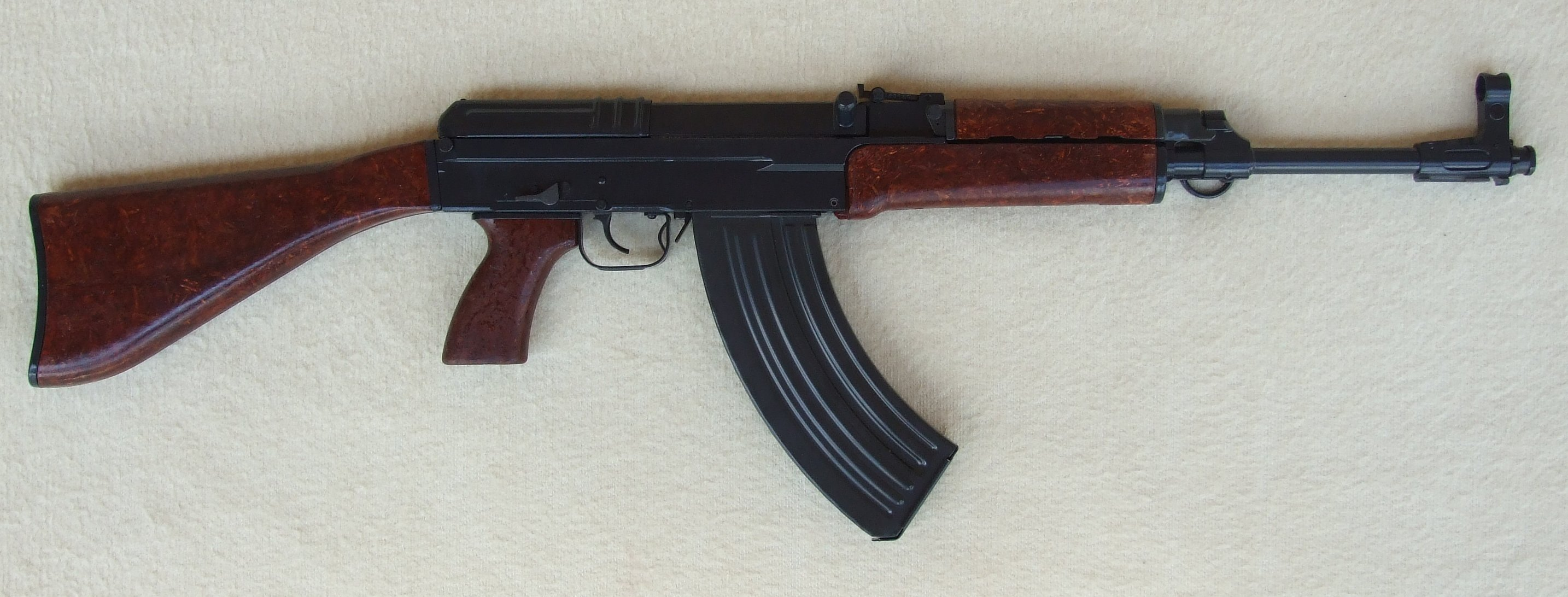
Чехословацкий автомат Sa vz.58, который состоял на вооружении ольстерских террористов

В 1980-е годы по Ольстерским добровольческим силам был нанесён ещё один удар: полиция внедряла в ряды группировки агентов, которые нанесли значительный ущерб движению лоялистов. В 1983 году стараниями Джозефа Беннетта, внедрённого в группировку, удалось привлечь к уголовной ответственности сразу 14 ключевых деятелей Ольстерских добровольцев. В 1984 году редактор газеты Sunday World Джим Кэмпбелл обнародовал биографию и факты из деятельности Робина Джексона, командира Центрально-ольстерской бригады, за что чуть не поплатился жизнью. К середине 1980-х годов положение ольстерцев ухудшилось очень серьёзно. 10 ноября 1986 года один из их ярых сторонников, Иан Пейсли, который на тот момент был председателем Демократической юнионистской партии, организовал группу «Ольстерское сопротивление», куда вошли Питер Робинсон (коллега Пейсли по партии) и Айвэн Фостер. Организация была образована после подписания англо-ирландского соглашения и выступала против его выполнения.
Лоялисты начали массово завозить оружие в Северную Ирландию. Если ирландским националистам помощь оказывала Организация освобождения Палестины, поставляя оружие, то лоялисты пользовались помощью военных компаний. Так, южноафриканская государственная компания Armscor в обход наложенного в 1977 году ООН эмбарго на поставку оружия выкупила у израильтян захваченное у палестинцев оружие и вывезла его в Северную Ирландию. Оружие распределили между Ольстерскими добровольческими силами, Ассоциацией обороны Ольстера и Ольстерским сопротивлением. В руки попали следующие образцы оружия:
- 200 чехословацких автоматов Sa vz.58;
- 90 пистолетов Browning;
- 500 осколочных гранат РГД-5;
- 30 тыс. боеприпасов для стрелкового оружия;
- 12 гранатомётов РПГ-7 и 150 снарядов к ним.

Ольстерцы не замедлили воспользоваться новым оружием, чтобы продолжить межрелигиозную войну: от их рук снова начали погибать члены ИРА и Шинн Фейн. Тогда был убит один из известнейших руководителей ИРА тех времён Ларри Марли. Вместе с тем при попытке уничтожить ещё одного республиканца ольстерцы потерпели неудачу, но от их рук в той же разборке погибли три католических мирных гражданина.

### Вторая половина 1980-х — начало 1990-х
Охота на республиканских деятелей полувоенных формирований и политических активистов продолжалась. На стык десятилетий приходится пик подобных перестрелок: 3 марта 1991 года от рук ольстерцев погибли боевики ИРА Джон Куинн, Дуэйн О’Доннелл и Малкольм Ньюджент, а также мирный гражданин Томас Армстронг. Все они были убиты в автопарке у бара «Бойл» в городе Каппа. В ответ республиканцы устроили расправу ещё над четырьмя лидерами Ольстерских сил: Джоном Бингэмом, Уильямом Марчентом, Тревором Кингом и Лесли Далласом. Лоялисты не угомонились и в ответ казнили Джеймса Бёрнса, Лиама Райана и Ларри Марли. Считается, что в 1991 году Ольстерские добровольческие силы потеряли в ходе конфликта 16 человек убитым, а боевики ИРА — 43 человека. По данным Эда Молони, ещё одна волна насилия стала давить на руководство республиканцев, которые растерялись тогда и не были в состоянии решиться хоть что-то сделать.

### Прекращение огня в 1994 году
В 1990 году Ольстерские добровольческие силы были переподчинены Объединённому лоялистскому военному командованию и приняли его предложения по мирным переговорам. Впрочем, некоторые из лоялистов всё ещё продолжали по привычке расправляться над католиками: 18 июня 1994 года ими были обстрелян бар в Луфинисленде, где посетители смотрели матч футбольной сборной Ирландии на чемпионате мира. Было убито шесть человек и ещё пять ранено: ольстерцы снова приняли их за католиков. В октябре 1994 года Ольстерские силы приняли соглашение о перемирии.

### После прекращения огня
В Ольстерских добровольческих силах в 1994 году произошёл раскол. Противники мирных переговоров, ведомые Билли Райтом, покинули в знак протеста группировку и организовали Лоялистские добровольческие силы. Конкретно это произошло после того, как Райт и Портадаунский отряд за нарушение режима о прекращении огня были исключены из Центрально-Ольстерской бригады: 2 августа 1996 близ Лургана ими был убит таксист-католик.
Это было только начало очередной волны насилия: в течение следующих трёх лет ольстерцы Райта и «традиционные» ольстерцы враждовали друг с другом. Не остановило их и подписание Белфастского соглашения. Так, в январе 2000 года был убит Ричард Джеймсон, командир Центрально-Ольстерской бригады: его убил кто-то из Лоялистских добровольцев. Летом 2000 года Ольстерские добровольцы вступили в противостояние и с Ассоциацией обороны Ольстера: до декабря того же года было убито семеро человек. Ветеран борьбы против Ольстерских добровольцев, Рэймонд Маккорд, также понёс потери в этой борьбе: в 1997 году его сын Рэймонд Маккорд-младший, протестант по вероисповеданию, был забит до смерти пьяными ольстерцами. Маккорд-старший утверждает, что Ольстерские добровольцы причастны к смертям не менее 30 человек, причём большинство из них — протестанты.
Летом 2005 года вражда между Ольстерскими добровольцами и Лоялистскими добровольцами возобновилась: четверо человек в Белфасте погибли от рук Ольстерских добровольческих сил. Только в октябре того года Лоялистские добровольческие силы объявили о своём самороспуске, что способствовало прекращению насилия. К этому моменту, однако ольстерцы в очередной раз испортили отношения с властями: в сентябре во время марша Оранжевого ордена католики потребовали сменить маршрут, что вызвало массовое недовольство протестантов и вылилось в массовые беспорядки. Протестовавшие лоялисты закидывали полицию камнями и бутылками с зажигательной смесью и даже стреляли в полицейских. 14 сентября 2005 секретарь Северной Ирландии Питер Хэйн объявил, что Правительство Великобритании больше не признаёт перемирие, объявленное Ольстерскими добровольцами.
12 февраля 2006 года издание The Observer объявило, что к концу года может произойти самороспуск Ольстерских добровольцев, но при этом никакого разоружения не будет. Позднее, 2 сентября, служба BBC News сообщила, что Ольстерские добровольцы готовы возобновить диалог с Независимой международной комиссией по разоружению. 3 мая 2007 года после переговоров Прогрессивной юнионистской партии с депутатом парламента Ирландии Берти Эрном и главным констеблем полиции Северной Ирландии сэром Хью Ордом руководство Ольстерских добровольческих сил заявило, что готово отказаться от полувоенного статуса и стать гражданской невоенной организацией, при этом оружие её членов будет отправлено на склады и будет охраняться волонтёрами.
В январе 2008 года Ольстерские добровольцы с целью отвлечения от политических конфликтов начали преследовать криминальных авторитетов в Белфасте. Но даже это не остановило организацию от очередного раскола: в том же году группа несогласных с мирной политикой откололась от группировки и провозгласила себя «Подлинными Ольстерскими добровольческими силами» (на манер Подлинной Ирландской Республиканской Армии), после чего начала шантажировать представителей Шинн Фейн в графстве Фермана. В двадцатом отчёте Независимой комиссии по мониторингу заявлялось, что хотя группа заявляла о разоружении своих членов и изгнании привлекавшихся к уголовной ответственности лиц из своих рядов, довольно много действующих и бывших членов Ольстерских добровольцев игнорировали эти меры, а именно занимались ограниченной вербовкой в свои ряды и закупали оружие. Несмотря на то, что криминальная деятельность этих лиц была подавлена в Белфасте почти полностью, никакого соглашения о дальнейшем разоружении так и не было принято. В июне 2009 года Ольстерские добровольческие силы в присутствии независимых свидетелей официально сложили оружие. Акт о разоружении зачитали Дон Пёрвис и Билли Хатчинсон. Согласно данным Независимой международной комиссии по разоружению, было изъято огромное количество огнестрельного оружия, боеприпасов к нему, взрывчатых веществ и непосредственно взрывных устройств.
Несмотря на то, что официально разоружение было завершено, 30 мая 2010 года был снова поднят вопрос о легальности действий Ольстерских добровольцев: в тот день был убит Бобби Моффетт, некогда состоявший в рядах Коммандос Красной Руки, и его труп обнаружили на Шенкилл-Роуд. Свидетели заявили, что кто-то из группировки ольстерцев пытался утащить ружьё с места преступления. Прогрессивная юнионистская партия снова оказалась под угрозой запрета. Партия и Добровольческие силы осудили убийство Моффетта, а Независимая комиссия по мониторингу и вовсе была обвинена в бездействии и попустительстве. В отставку ушли Дон Пёрвис и ряд других лидеров ольстерских лоялистов. А 25 и 26 октября в Ньютаунэбби, в квартале Рэткул прокатились беспорядки, в которых были задействованы и вооружённые ольстерские лоялисты.
Спустя 11 месяцев был арестован 40-летний мужчина, обвинявшийся в покушении на убийство заместителя командира Ольстерских добровольческих сил Гарри Стокмана: 50-летнего Стокмана ударили 15 раз ножом в супермаркете в Большом Шенкилле. Полиция считала, что нападение было связано со смертью Бобби Моффетта, поскольку нападавший, 40-летний Дэвид Мэдин, со слов некоторых свидетелей (в том числе и 5-летнего внука Стокмана), якобы кричал «Это тебе за Бобби» (англ. That's for Bobby). Впрочем, общественное мнение было противоположным — Мэдин просто что-то не поделил со Стокманом и пытался ему лично отомстить. 20 июня 2011 года насилие продолжилось: в Шорт-Стрэнде устроили беспорядки около 500 человек, которых полиция обвиняла в поддержке ольстерских лоялистов, хранении огнестрельного оружия и попытке застрелить кого-то из полицейских. Лидер Ольстерских добровольцев в Восточном Белфасте, Стивен Мэтьюс, известный как «Зверь с Востока» (англ. Beast of the East) и «Дурнушка Дорис» (англ. Ugly Doris), приказал напасть на дома католиков и разграбить церковь на Шорт-Стрэнде. Это была месть за нападения в предыдущие выходные на дома лоялистов (тогда всё началось с того, что кто-то из республиканцев бросил кирпич в голову девочке-протестантке). Мэттьюса арестовали за попытку убийства полицейских в Восточном Белфасте после того, как в них начали стрелять. В июле 2011 года в Лимавади кто-то вывесил флаг Ольстерских добровольцев, и республиканцы безуспешно пытались в суде доказать незаконность подобного действия.
В 2012—2013 годах во время протестов в Белфаст-Сити-Холл ряд старших деятелей Ольстерских добровольческих сил был обвинён в организации беспорядков, массовых потасовок с полицией Северной Ирландией и Партией Альянса. Особенно в этом преуспел Восточный Белфаст, где чаще всего предпринимались нападения на полицейских и жителей Шорт-Стрэнда. В отчётах также говорилось и о том, что именно от рук ольстерских лоялистов получили огнестрельные ранения полицейские в разгар протестов. Прямое участие руководства отделения Ольстерских добровольческих сил в Восточном Белфасте и отказ выполнять распоряжения генерального руководства ольстерских лоялистов заставили людей считать, что конфликт в стране возобновился с новой силой, а Восточно-Белфастское отделение Ольстерских добровольческих сил стало очередной «третьей силой», не поддерживающей Белфастское соглашение.
В октябре 2013 года наблюдательный совет сообщил, что Ольстерские добровольческие силы промышляют грабежами и мародёрством, несмотря на заявление о прекращении огня. Помощник главного констебля Дрю Харрис назвал их «организованной преступной группировкой», обвиняющейся в торговле наркотиками, разбойных нападениях, беспорядках, драках и угрозах общественной безопасности. В ноябре 2013 года после очередной серии перестрелок и беспорядков председатель Полицейской федерации Терри Спенс официально признал отказ ольстерцев от соблюдения режима прекращения огня, обвинив их в организации убийств и покушений как на обычных граждан, так и на полицейских, а также в связях с мафией.

## Командование

### Бригадный штаб
Уровень секретности в Ольстерских добровольческих силах был очень высоким, и стать их членом было крайне сложно.
Штаб-квартирой Ольстерских добровольческих сил является Бригадный штаб (англ. Brigade Staff), расположенный в Белфасте. В его состав входят высшие офицеры, подчиняющиеся начальнику штаба, или бригадиру-генералу. Большинство членов штаба — уроженцы Шенкилл-Роуд или западного района Вудвейл (за исключением Билли Ханна, члена Центрально-Ольстерской бригады, уроженца Лургана). Штаб-квартира располагалась в комнатах над магазином «The Eagle» на Шенкилл-Роуд рядом со Спайерс-Плейс. Магазин был вскоре закрыт.
В 1972 году арестованный лидер ольстерцев Гасти Спенс выбрался на свободу на 4 месяца при помощи собственных подчинённых. За это время он провёл разделение всего движения на бригады, батальоны, роты, взводы и отделения. Все они подчинялись Бригадному штабу. Считается, что в то время де-юре командующим был Джон «Бантер» Грэм, которого Мартин Диллон называл «Мистер F». Грэм стал полноправным командующим в 1976 году.
Прозвищем Ольстерских добровольческих сил было «Черношеие» (англ. Blacknecks), поскольку те одевались во всё чёрное: чёрные джемперы с воротником поло, чёрные брюки, чёрные кожаные куртки, чёрные кепи. В униформу также входили ремни и нашивки, показывавшие принадлежность к юнионистам. Такая униформа принята в организации с 1970-х годов.

### Командиры
- Гасти Спенс (1966). Командир Ольстерских добровольческих сил де-юре: был арестован за убийство двух человек и смещён с поста командира.
- Сэмюэль «Бо» Макклелланд (1966—1973)[31]. Соратниками характеризовался как «жёсткий и дисциплинированный», лично был предложен Спенсом на пост своего преемника, поскольку участвовал в Корейской войне (как и Спенс) в составе полка Королевских ольстерских стрелков. В 1973 году фактически оставил пост командира[31][117].
- Джим Ханна (1973 — апрель 1974)[117]. Застрелен одним из ольстерцев, подозревавшим в Ханне двойного агента[117].
- Кен Гибсон (1974)[118]. В мае 1974 года командовал движением во время забастовки Совета рабочих[118].
- Неизвестный командир (1974 — октябрь 1975). Руководил Молодыми гражданскими добровольцами, принял командование после переворота, учинённого радикальным крылом. Свергнут отрядом Томми Веста и умеренным крылом Ольстерских добровольцев (переворот поддержал Гасти Спенс), после чего бежал из Северной Ирландии[119][120].
- Томми Вест (октябрь 1975—1976)[59]. Бывший британский солдат, назначен командиром движения после убийства Ноэля (Ноги) Шоу, совершённого Ленни Мёрфи в ноябре 1975 года (внутренние распри в движении)[59].
- Джон «Бантер» Грэм (1976 — н. в.), он же «Мистер F»[64][65][113].

## Личный состав
Точных данных о силе Ольстерских добровольческих сил нет. Первый отчёт Независимой комиссии по мониторингу, датируемый апрелем 2004 года, сообщал об относительно малой численности Ольстерских добровольцев, составлявшей несколько сотен активных членов, базирующихся преимущественно в Белфасте и пригородах. Согласно историческим данным, к июлю 1971 года их численность не превышала 20 человек, но уже в сентябре 1972 года Гасти Спенс в интервью говорил о полутора тысячах. Отчёт Британской армии от 2006 года содержал цифру в 1000 человек (пиковое значение).
Нет точных данных и о присутствии женщин в рядах Ольстерских добровольцев. Исследование фактов о женщинах, поддержавших добровольцев или Коммандос Красной Руки, привело к выводам, что предложений женщинам вступить в ряды юнионистов-радикалов почти не было. По другим данным, за 30-летний период существования Ольстерских добровольческих сил доля женщин от общего числа добровольцев составляла не более 2 %.

## Финансирование и поддержка

### Грабежи
На протяжении конфликта в Северной Ирландии и после его окончания ольстерские радикалы занимались грабежами и разбойными нападениями. В 1970-е годы это был единственный источник доходов для боевого крыла лоялистов, но в 2000-е годы началась ещё одна их волна в графстве Лондондерри. В некоторых случаях грабежи наказывались: так, за хищение картин на 8 миллионов фунтов стерлингов в графстве Уиклоу в апреле 1974 года «предстали перед трибуналом» несколько членов Ольстерских добровольческих сил.

### Зарубежное финансирование
В отличие от ИРА, ольстерские лоялисты почти не получали помощь из-за рубежа. Единственные их «спонсоры» базировались в Центральной Шотландии, Ливерпуле, Престоне и канадском Торонто. Из Шотландии поставлялось огромное количество оружия и взрывчатки. Несмотря на то, что влияние Оранжевого ордена в стране было велико, факты свидетельствовали о том, что Ольстерские добровольцы получали сотни тысяч фунтов и от Благотворительной ассоциации узников-лоялистов.

### Торговля наркотиками
Ольстерские добровольцы занимались торговлей наркотиками в тех районах, где их больше всего поддерживали. Выяснилось, что в это дело был вовлечён Марк Хэддок, один из руководителей лоялистов в Северном Белфасте и информатор Королевской полиции Ольстера. Согласно данным газеты Belfast Telegraph, 70 полицейских отчётов подтвердили подобную деятельность в Северном Белфасте: в частности, ольстерцы сбывали коноплю, экстази, амфетамин и кокаин. Вспомогательный директор Агентства восстановления частной собственности Алан Маккуиллен в 2005 году сообщал:

В лоялистском обществе торговля наркотиками контролируется военизированными группировками и ведётся многими людьми для личной выгоды.
Оригинальный текст (англ.)In the loyalist community, drug dealing is run by the paramilitaries and it is generally run for personal gain by a large number of people.

В Высшем суде Агентство в 2005 году добилось права обыскать элитные дома, принадлежавшие бывшему полицейскому Колину Роберту Армстронгу и его супруге Джеральдин Маллон. По этому поводу Маккуиллен заявил, что ему удалось подтвердить наличие связей Армстронга с Ольстерскими добровольцами и с рядом организаций, отколовшихся от ольстерцев, а также доказать, что Армстронг был вовлечён в торговлю наркотиками.
Ещё одним известным наркодилером считается Билли Райт, командир Центрально-Ольстерской бригады. С 1991 года, по данным полиции, он занимался подобным бизнесом, успешно его совмещая с организацией убийств врагов лоялистов; а именно занимался поставкой экстази в 1990-е годы. Журналисты Sunday World Мартин О’Хагэн и Джим Кэмпбелл окрестили Райта «Крысиным королём» (англ. King Rat), дав ему такое прозвище в честь Центрально-Ольстерской бригады, известной как «крысиная стая» (англ. rat pack). Позднее они же написали статью, в которой разрушали его репутацию, обвиняя Райта в убийствах на религиозных мотивах и торговле наркотиками, в ответ на что тот стал угрожать журналистам. Вскоре неизвестные закидали «коктейлями Молотова» офис издания. Марк Дэйвенпорт из Би-би-си позднее рассказал, что встретился с одним из наркодилеров, который якобы платил Билли Райту за «крышевание». Лоялисты из Портадауна во главе с Бобби Джеймсоном утверждали, что Центрально-Ольстерская бригада не имеет никакого отношения к ольстерскому лоялизму и просто занимается торговлей наркотиками, подрывая имидж лоялистов.
В 2004 году в торговле наркотиками обвинили и Коммандос Красной Руки.

### Иные заработки
Как и ИРА, ольстерцы зарабатывали на жизнь, работая водителями маршрутных такси — более 100 тысяч фунтов стерлингов из годового заработка шли на нужды организации. Иногда ольстерцы занимались и вымогательством (но не в таких масштабах, как Ассоциация обороны Ольстера), за что и стали классифицироваться британской полицией как преступная группировка. В 2002 году Палата Общин Северной Ирландии заявила, что ольстерские лоялисты расходуют в год от 1 до 2 миллионов фунтов стерлингов при доходах в 1,5 миллиона фунтов.

## Символика
Эмблемой Ольстерских добровольческих сил является овал с изображением ладони с аббревиатурой UVF и лозунгом «For God and Ulster» (с англ. — «За Бога и Ольстер»).

## Родственные подразделения
- Коммандос Красной Руки: действовали с начала 1970-х годов.
- Молодые гражданские добровольцы (1972): образованы как молодёжное крыло Ольстерских добровольцев. Изначально рассматривались как ирландские скауты.
- Прогрессивная юнионистская партия[англ.]: политическое крыло Ольстерских добровольцев[152]. В июне 2010 года из партии ушёл единственный её представитель в Ассамблее Северной Ирландии Дон Пёрвис, которого обвиняли в убийстве Бобби Моффетта.
- Протестантская группа действия[англ.]: имя, под которым действовали Ольстерские добровольцы в период запрета деятельности группы с их оригинальным названием[153]. Использовалось ориентировочно с осени 1974 года[154].

## Преступления
На счету Ольстерских добровольческих сил насчитывается больше убийств, чем у какой-либо другой лоялистской вооружённой группировки. Согласно данным Ольстерского университета, как минимум 485 человек погибли от рук ольстерских боевиков с 1969 по 2001 годы (в том числе убитые «Протестантской группой действия»). Ещё 250 человек были убиты лоялистами, но причастность Ольстерских добровольцев оспаривается. Из убитых:
- 359 гражданских лиц
- 20 членов республиканских полувоенных формирований
- 43 члена лоялистских полувоенных формирований
- 6 деятелей британских спецслужб

В конфликте погибли ещё 70 человек, которые состояли в Ольстерских добровольческих силах или Коммандос Красной Руки.

## Комментарии
1. ↑  Встречается перевод Силы волотёнров Ольстера[1]